# برهنة
البرهنة هي رؤية أن العبارة أو السؤال يكون مباحًا فقط إذا كانت هناك طريقة لتحديد ما إذا كانت العبارة صحيحة أو خاطئة، أو تحديد إجابة السؤال. وترتبط هذه الرؤية ارتباطًا وثيقًا بـأنصار الوضعية المنطقية في أوائل القرن العشرين، الذين وضعوا مبدأً للتمييز بين العبارات التأكيدية الهادفة وغير الهادفة وقاموا بتطبيق هذا المبدأ. ولكن تعود الفكرة الأصلية للبرهنة إلى ما قبل ذلك الزمان بكثير، فهي ترجع على الأقل إلى هيوم والتجريبيين الذين يؤمنون بأن الرصد هو السبيل الوحيد لاكتساب المعرفة.
من الناحية التاريخية، أستخدمت معايير البرهنة لإثبات عدم جدوى أو خطأ أو عدم عملية، أو بطريقة أخرى عدم مشروعية العديد من الحجج الفلسفية؛ نظرًا لتقديرها لعبارات أو مفاهيم لا يمكن التحقق منها. ولقد استخدم أنصار الوضعية المنطقية البرهنة جهارًا لاستبعاد العبارات الدينية والميتافيزيقية والجمالية والأخلاقية باعتبارها عبارات غير هادفة. ولكن لم يجد جميع أنصار البرهنة أن جميع تلك العبارات من تلك الأنواع عبارات لا يمكن التحقق منها. فعلى سبيل المثال، رأى البراجماتيون الكلاسيكيون أن البرهنة هي الدليل لعمل الصواب في الدين وفي الميتافيزيقا والأخلاق.

## أنصار البرهنة الأوائل

### النظرية التجريبية
يمكن اعتبار جميع التجريبيين حتى لوك باعتبارهم من أنصار البرهنة. فالركيزة الأساسية للتجريبية أن التجربة هي المصدر الوحيد للمعرفة ويمكن اعتبار أن البرهنة هي النتيجة الطبيعية لهذه الركيزة. ويعتقد التجريبيون أنه إما أن أفكارنا عبارة عن إدراكات حسية بسيطة أو تعقيدات وتركيبات من تلك الإدراكات الحسية البسيطة. وبقراءة هذا التفسير فما من سبيل أمام أية فكرة لتستقر في عقولنا دون أن تتصل بإدراكاتنا .
لم يبذل التجريبيون جهدًا كافيًا مباشرًا لتوضيح معيار عدم الفائدة، ولكن يمكن اعتباره مكافئًا لفكرة التجريبيين حول أن الأفكار التي لا ترتبط بتجارب هي أفكار «خاوية». ولكن الأمر لا يساوي شيئًا عندما نقول إنه ليس بالضرورة أن تكون البرهنة، وضعًا تجاه شيء ما. بل يمكن أن تكون ببساطة وضع أن العبارات التي لا يمكن إثبات صحتها هي عبارات معيبة بطريقة ما و مشابهة لكيفية كون العبارات الخاطئة وغير الهادفة عبارات معيبة. وبهذا يمكن قراءة التجريبيين بأنهم يؤكدون على أن العبارات التي لا يمكن إثباتها هي عبارات معيبة ليس فقط لكونها غير هادفة، ولكن لأنها تشتمل على مصطلحات تفيد أفكارًا أو مفاهيم لا يمكننا امتلاكها. أو يمكن قراءة التجريبية كأنها توكد على الوضع من ناحية المعنى ذلك أن العبارات التي لا يمكن إثباتها هي عبارات غير هادفة ذلك أنها على نحو دقيق تشتمل على مصطلحات تفيد أفكارًا أو مفاهيم لا يمكننا اكتسابها.

### الوضعية
أوجست كونت شرح وضعًا دلاليًا ليس حول عدم فائدة العبارات التي لا يمكن إثباتها، بل بالأحرى حول تفاهة اعتبار تلك العبارات لأنها لا يمكن إثباتها. وهذا النوع من الرفض للعبارات التي لا يمكن إثبات صحتها باعتبارها عديمة الجدوى بدلاً من اعتبارها غير هادفة يوجد أيضًا في أعمال البرامجاتيين الكلاسيكيين جنبًا إلى جانب البرهنة الدلالية. لقد كان كونت بالأحرى مناصرًا صارمًا للبرهنة ويرفض أي شيء لم تتم تجربته مباشرةً. وشمل ذلك عبارات حول الماضي التعميمات العالمية بالإضافة إلى الأشياء المجردة مثل العوالم.